# 부산 전포동 구상반려암
부산 전포동 구상반려암(釜山 田浦洞 球狀斑糲岩)은 부산광역시 황령산 서쪽 기슭에 드러난 반려암의 노두이며 부산국가지질공원의 지질유산이다. 반려암의 노두는 1979년 12월 김형식, 김진섭, 김항묵에 의해 처음 발견 보고되었으며 1980년 10월 27일 대한민국의 천연기념물 제267호로 지정되었다.

## 개요
구상반려암 지질명소는 부산의 중심부에 위치한 황령산의 서편 전포동 일대에 위치하고 있다. 이 지역의 지질은 중생대 백악기에 관입한 불국사 화강암류의 일종인 반려암(gabbro)으로 구성되어 있다. 지하에서 마그마가 서서히 냉각되어 만들어지는 심성암에서는 등립질, 중립질, 세립질의 현정질조직이 나타나는 것이 보편적이다. 그러나 구상반려암에서는 암석 중의 광물들이 어떤 점(핵)을 중심으로 동심원상의 구를 이루면서 분포하는 구상조직이 나타난다. 구상구조가 나타나는 반려암의 분포면적은 약 0.14 km2에 달하며, 이는 구상반려암뿐만 아니라 모든 구상암 중에서도 세계적인 규모에 속한다. 아울러 도심지 한가운데에 위치한 특수성을 지닌 구상반려암은 지금까지 아시아에서 유일하게 보고되고 있어 연구가치가 매우 높은 부산국가지질공원의 으뜸 명소이다.

### 현지 안내문
구상암(球狀岩)이란 공처럼 둥근 암석으로 특수한 환경 조건에서 형성되며, 대부분 화강암 속에서 발견된다. 그러나 부산 전포동의 구상 반려암은 길이 400m, 폭 300m에 달하는 반려암 속에 구상암이 들어있는 형태를 하고 있으며, 이는 아시아에서는 유일하게 기록된 희귀암석의 종류이다. 구상암의 지름은 작게는 1㎝ 이하인 것부터 크게는 5∼10㎝인 것도 있다. 색깔은 암록회색 내지는 연한 회색이다.
부산 전포동의 구상 반려암은 암석의 생성과정을 연구하는데 매우 중요할 뿐만 아니라, 매우 희귀하고 특수한 암석으로서 지질학적 연구가치가 크다.

부산 전포동 구상반려암

## 찾아가는 길
부산국가지질공원 부산 전포동 구상반려암 지질명소는 동의과학대학교 미래관과 정보관 사이에 있는 운동장(스포츠센터) 뒤쪽에 있다. 운동장 입구에 안내판이 있으며 운동장 뒤쪽으로 150 m 돌아가면 부산국가지질공원 구상반려암 안내소가 있다. 동의과학대학교 미래관에 주차 가능하다.

## 같이 보기
- 부산광역시의 지질
- 상주 운평리 구상화강암
- 무주 오산리 구상화강편마암
- 황령산
- 감로사

## 참고 자료
- 부산 전포동 구상반려암 - 국가유산청 국가유산포털